# هورمون محرک فولیکولی
هورمون محرکه فولیکولی (FSH) هورمونی گلیکوپروتئینی است که از بخش پیشین هیپوفیز در هر دو جنس (نر، ماده) آزاد می‌شود.

## میزان طبیعی FSH
| هورمون محریک فولیکولی (FSH)  |                                       |
| ---------------------------- | ------------------------------------- |
| مرحلهٔ فولیکولی               | ۱٫۳۷–۹٫۹ واحد بین‌المللی بر لیتر(IU/L) |
| اوجی که در میانهٔ دوره داریم. | 6.17–17.2 IU/L                        |
| مرحلهٔ لوتئال                 | 1.09–9.2 IU/L                         |
| خانم‌ها پس از یائسگی          | 19.3–100.6 IU/L                       |
| مرد                          | 1.42–15.4 IU/L                        |

## اثرات
هورمون FSH گلیکوپروتئینی با وزن مولکولی حدود ۲۵۰۰۰ می‌باشد که از سلولهای گنادوتروپ واقع در لوب پیشین هیپوفیز ترشح شده و این هورمون در رشد و بلوغ اندامهای جنسی و صفات ثانویه جنسی مؤثر است. ترشح این هورمون توسط هورمون آزادکننده گنادوتروپین‌ها که از هیپوتالاموس آزاد می‌شود تنظیم می‌گردد. این هورمون در هر دو جنس نر و ماده نقش مهمی در تولید و تکامل گامتها (اسپرم یا تخمک) دارد. FSH در زنان موجب رشد فولیکول تخمدان و در مردان موجب تحریک سلولهای سرتولی بیضه به ترشح (Androgen binding protein (ABPs شده و ترشح آن توسط مکانیسم فید بک منفی Inhibin که از بخش پیشین هیپوفیز ترشح می‌شود، کنترل می‌گردد.

## کاربرد درمانی
FSH به صورت فولیتروپین ادراری که فرآورده بسیار خالص شده هورمون FSH استخراج شده از ادرار زنان یائسه موجود است. علاوه براین، شکل نوترکیب آن به عنوان فولیتروپین آلفا با منشأ DNA نوترکیب دردسترس است. این دارو می‌تواند در زنانی که دچار نارسایی تخمدانی اولیه نیستند، با تحریک رشد فولیکولی تخمدان؛ و در آقایان دچار هیپوگنادیسم برای تحریک اسپرماتوزوئید به درمان ناباروری کمک کند.
همچنین سبب تشکیل فولیکول‌ها می‌شود.